# Peter Heimerzheim
Peter Heimerzheim (* 1. Juli 1963 in Köln) ist ein deutscher Autor und Historiker. Er  hat mehrere Firmenhistorien verfasst und 2022 die Chronik des Kölner Stadtteils Nippes geschrieben.

## Leben
Heimerzheim wuchs im Norden von Köln auf und besuchte vom Kindergarten bis zum Abitur Einrichtungen, die sich der Montessori-Pädagogik widmeten. Anschließend studierte er Rechts- und Sportwissenschaften in Köln und schloss ein Magisterstudium an der Universität Köln in den Fächern Alte Geschichte, Geschichte der Neuzeit sowie Germanistik an. Ende der 1990er Jahre promovierte er berufsbegleitend im Fach Sportgeschichte an der Deutschen Sporthochschule Köln. Seine  Dissertation über Karl Ritter von Halt, Deutsche-Bank-Vorstand und IOC-Mitglied, wurde für den Toyota Förderpreis nominiert.
Die ersten Schritte in den Journalismus machte Heimerzheim beim Stader Tageblatt. Anschließend war er als freier Mitarbeiter beim Kölner Stadt-Anzeiger tätig. Anfang der 1990er Jahre volontierte er an einer  Journalistenschule in München und setzte seine journalistische Tätigkeit als Autor bei der Frankfurter Allgemeinen Zeitung, Die Welt, sowie der mittlerweile eingestellten Zeitschrift Sports fort.
Mitte der 1990er Jahre wechselte Heimerzheim in die Unternehmenskommunikation der Bayer AG in Leverkusen. Anschließend leitete er Kommunikations- und Marketingabteilungen bei der Siegwerk Druckfarben AG, SMS Meer und dem norwegischen Aluminiumkonzern  Hydro.
Heimerzheim spielte seit seiner Jugend Handball, war deutscher Jugendnationalspieler und bei der SG Olympia Longerich, Bayer Leverkusen und dem VfL Fredenbeck in der Handball-Bundesliga aktiv.
Er lebt mit seiner Frau in Bensberg und hat zwei erwachsene Kinder.

## Veröffentlichungen
- Karl Ritter von Halt: Leben zwischen Sport und Politik (1998)
- Unternehmensgeschichte der Siegwerk Druckfarben AG (2006)
- Unternehmensgeschichte von SMS Meer 2011
- 100 Jahre Hydro in Deutschland (2017)
- Nippes – (fast) 2000 Jahre: Biographie eines einzigartigen Kölner Stadtteils (2022)